# Kreisgrabenanlage von Pömmelte
Die Kreisgrabenanlage von Pömmelte in Zackmünde, einem Ortsteil der Stadt Barby im Salzlandkreis in Sachsen-Anhalt, ist ein für Riten genutzter Ort, der auf das Ende des 3. Jahrtausends v. Chr. datiert wird. Sie wurde ebenso wie die Kreisgrabenanlage von Schönebeck (im Salzlandkreis) durch Flugprospektion 1991 entdeckt. 2005/2006 fanden geomagnetische Untersuchungen statt, die die Luftbildstrukturen bestätigten und weitere Ringanlagen, eine kleinere Kreisgrabenanlage, die von der großen überlagert wird, sowie eine Reihe von Gruben erbrachten. Die Kreisgrabenanlage  Pömmelte-Zackmünde ist ein komplexer Ritualort, an dem vielfältige religiöse Handlungen ausgeübt wurden. Seit Dezember 2015 trägt die Anlage den Namen Ringheiligtum Pömmelte.
Die Kreisgrabenanlage ist zusammen mit dem Fundort der Himmelsscheibe von Nebra, der Kreisgrabenanlage von Goseck, dem Großsteingrab Langeneichstädt und dem Landesmuseum für Vorgeschichte in Halle eine Station auf der touristischen Straße „Himmelswege“.

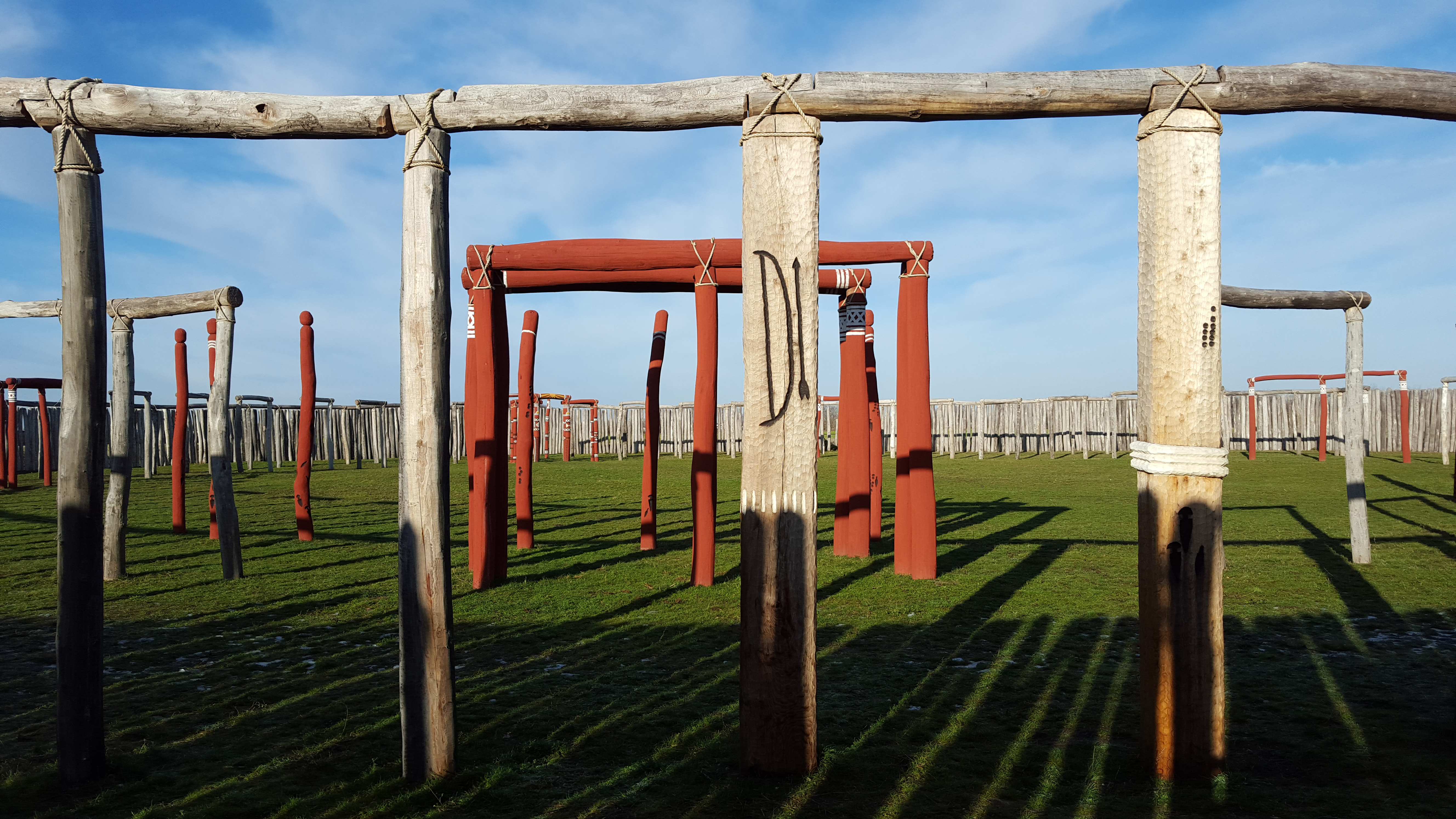
Kreisgrabenanlage nahe dem Flugplatz Zackmünde (zu Pömmelte)

## Beschreibung
Die Gesamtanlage hat einen Durchmesser von etwa 115 Meter, der innenliegende Kreisgraben einen Durchmesser von etwa 80 Meter. Der Kreisgraben stellte einen Kultplatz vom Ende des 3. Jahrtausends vor Christus dar, der bereits als „Klein-Stonehenge“ bezeichnet wird, da die Bauwerke aus der gleichen Epoche stammen.

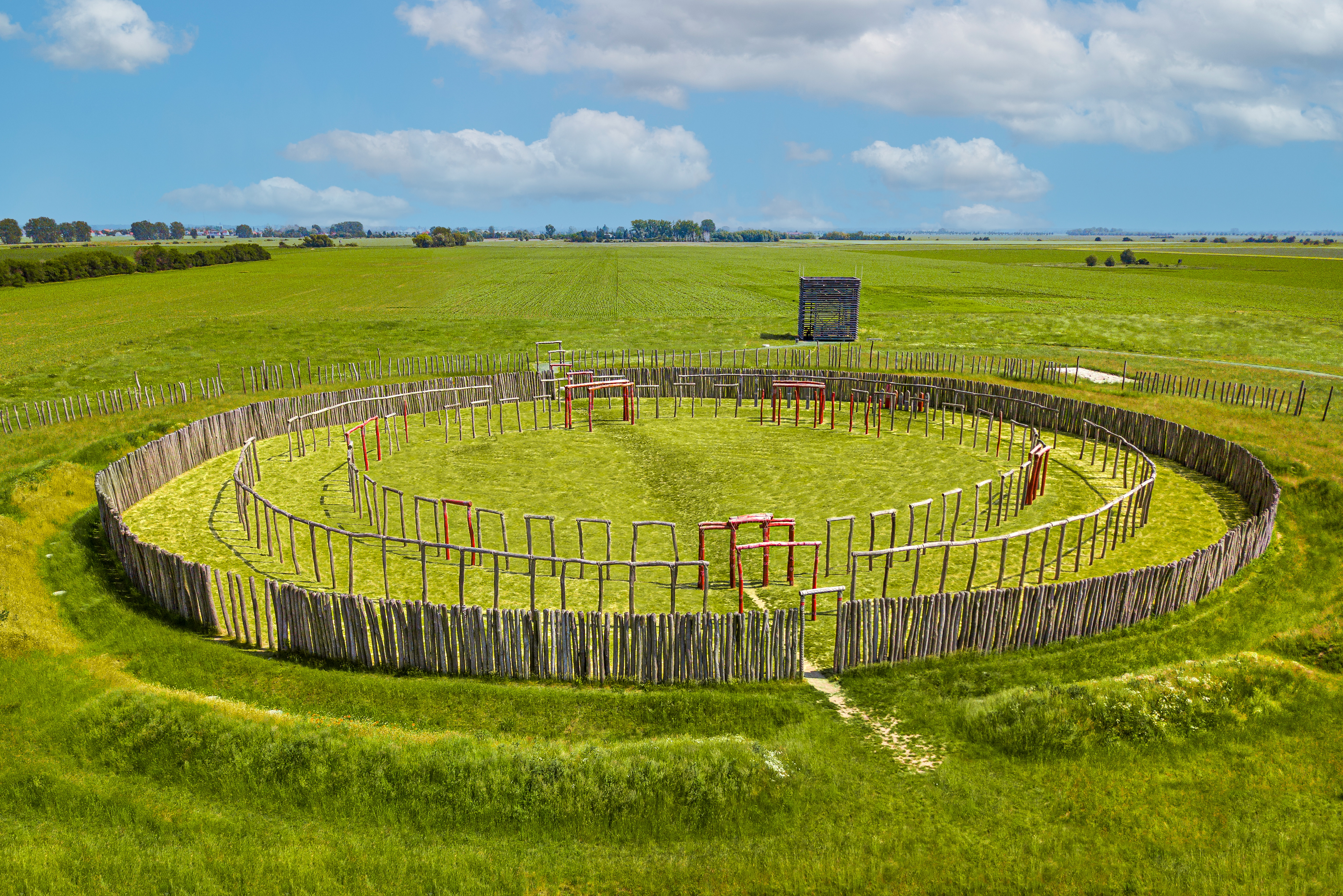
Ansicht vom Aussichtsturm im Frühjahr

Die siebenteilige Anlage setzt sich wie folgt zusammen:
- ein äußerer Pfostenring (1), partiell mit Gräben umgeben
- ein Ringgraben (2), der aus einzelnen Gruben bestand
- innen folgte der eigentliche Kreisgraben (4)
- mit einer innen liegenden Palisade (5).
- vor diesem Graben befand sich ein äußerer Wall (3), der nur durch Einrieselung im Graben nachgewiesen werden konnte.
- im Inneren des Kreisgrabens standen zwei Pfostenkränze (6+7).

Der Kreisgraben verfügt in regelmäßigem Abstand über vier Durchlässe. Die benachbarte Palisadenreihe verkleinert diese Durchlässe beträchtlich, so dass beide nicht gleichzeitig existiert haben müssen, wie auch die Anlage insgesamt mehrphasig ist.

## Schachtgruben
Im Kreisgraben fanden sich unregelmäßig verteilt so genannte Schachtgruben, die vermutlich einen röhren- oder zylinderförmigen Innenausbau aufwiesen, der möglicherweise aus Korbgeflecht bestand. In der Regel wurden die Schachtgruben bald nach ihrem Ausheben, nachdem man im Rahmen ritueller Handlungen Gegenstände in ihnen deponiert hatte, verfüllt. Am Grund der Gruben fanden sich vor allem anscheinend vollständig darin verbrachte Keramikgefäße aus der Übergangszeit des Neolithikums zur Bronzezeit. Zu den gefundenen Gegenständen zählen Steinbeile und Tierknochen sowie menschliche Knochen. In einer Grube wurden zwei menschliche Schädel entdeckt. Nachdeponierungen auf der Höhe des Kreisgrabens sprechen für eine längere bzw. mehrmalige Nutzung der Schachtgruben. In der Kreisgrabenanlage von Pömmelte-Zackmünde fanden über einen längeren Zeitraum Rituale statt, die die Deponierung menschlicher Körperteile, vor allem von Schädeln, aber auch von Nahrung und Werkzeugen beinhalteten. Verschiedene dokumentierte Brandschichten deuten darauf hin, dass Feuer bei den Ritualen eine Rolle spielte. Eine Reihe von Bestattungen steht in engem zeitlichen und räumlichen Bezug zur Kreisgrabenanlage, die neben den rituellen Deponierungen offenbar auch dem Totenkult diente.

## Zeitstellung
Die zeitliche Abfolge konnte wie folgt rekonstruiert werden:
Nach Aushebung des Kreisgrabens wurden erste Schachtgruben angelegt und in ihnen Deponierungen vorgenommen. Danach kam es, zum Teil natürlich bedingt, zu einem Erdeintrag in die Grabenstruktur. Zu einem späteren Zeitpunkt wurden neue Schachtgruben ausgehoben und für Deponierungen benutzt. Schließlich kam es zur Verfüllung des Kreisgrabens. Die oberirdisch sichtbare Ringstruktur wurde eingeebnet, teilweise durch absichtliche Feuerlegung. In einer Pfostengrube fanden sich vier Steinbeile, die hier nach dem Entfernen des Pfostens und der Aufgabe der Anlage als Opfergabe deponiert wurden. Doch kam es auch später noch zum Ausheben und Verfüllen einzelner Gruben.

## Kontext

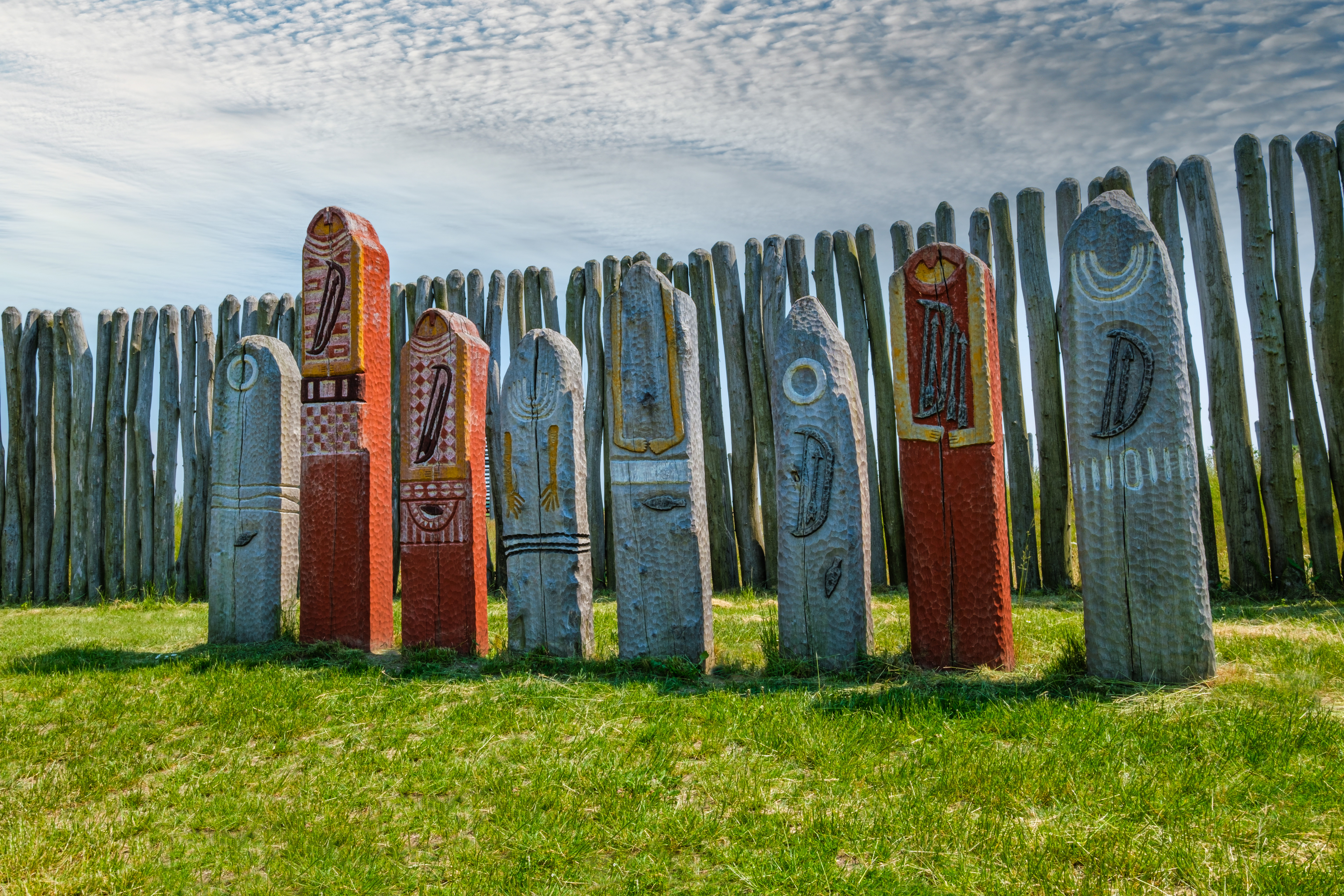
Detailansicht

Ähnlich wie für die Himmelsscheibe von Nebra und Goseck ist auch für Pömmelte-Zackmünde eine astronomische Komponente belegt. Hier korrespondieren zwei der Zugänge mit Auf- und Untergängen der Sonne zu überlieferten Jahresfesten. Die Struktur mit Wall und Segmentgraben ordnet die Kreisgrabenanlage den „Henge-Monumenten“ zu. Diese sind zwischen der Mitte des 3. Jahrtausends und der Mitte des 2. Jahrtausends v. Chr. in Teilen Europas verbreitet. Pömmelte ist grundsätzlich vergleichbar mit den englischen Henge-Monumenten, Woodhenge und Durrington Walls, die zum Teil in die gleiche Zeit gehören. Derartige Anlagen legen über kulturübergreifende Kulturpraktiken und Glaubensvorstellungen am Ende der Jungsteinzeit und der frühen Bronzezeit Zeugnis ab. Pömmelte-Zackmünde stellt aufgrund der in außergewöhnlicher Weise dokumentierten religiösen Praxis, vor allem in den Schachtgruben, einen Schlüssel zum Verständnis des Phänomens dar. Die Schachtgruben von Pömmelte sind bisher einzigartig und finden auf dem europäischen Kontinent ihre nächsten Parallelen erst in viel späterer Zeit in den so genannten Kultschächten der späten Bronze- und frühen Eisenzeit.
Die Funde belegen, dass Pömmelte über Jahrhunderte einen Zentralort für verschiedene archäologische Kulturen darstellte. Die Keramik aus Pömmelte-Zackmünde gehört zur schnurkeramischen Kultur (2800–2100 v. Chr.), zur Glockenbecherkultur (2500–2200 v. Chr.) des ausgehenden Neolithikums und zur Aunjetitzer Kultur (2200–1600 v. Chr.) der frühen Bronzezeit. Der schnurkeramische Anteil ist gering, die Anlage wurde aber bestimmt von den Trägern der Glockenbecher- und der Aunjetitzer Kultur genutzt. Teilweise kommen typische Gefäßformen beider Kulturen vergesellschaftet in den gleichen Gruben vor. Zudem wurden Gefäße gefunden, die sowohl der ausgehenden Glockenbecherkultur, als auch der beginnenden Aunjetitzer Kultur zugerechnet werden können. Der so genannte protoaunjetitzer Horizont bezeichnet das Nachleben spätneolithischer Elemente in der Orientierungsphase der frühen Bronzezeit Mitteldeutschlands. Absolute Datierungen grenzen die zeitliche Einordnung auf 2335–2050 v. Chr. ein, wobei ein zielgerichteter Abbau der Anlage zwischen 2135 und 1985 v. Chr. stattfand, wie kalibrierte 14C-Daten belegen.
Das rituelle Interagieren unterschiedlicher Kulturen bestätigt eine Theorie, die besagt, dass alle Ackerbauern gemeinsame religiöse Wurzeln besitzen. Erstmals liegt mit der Anlage von Pömmelte-Zackmünde ein rituell-religiöses Bauwerk der Schnurkeramik- und Glockenbecherkulturen und der Aunjetitzer Kultur in Mitteleuropa vor, die Rückschlüsse auf das Weltbild und die Glaubenswelt dieser für die weitere Entwicklung Europas so entscheidenden Epoche zulässt. Die Kreisgrabenanlage von Schönebeck hat dieselben Ausmaße und folgt Pömmelte-Zackmünde zeitlich direkt nach, das heißt, sie gehört in die entwickelte Aunjetitzer Kultur der frühen Bronzezeit, in der auch die Himmelsscheibe von Nebra entstand.
Bei Schönebeck südlich von Magdeburg wurde eine frühbronzezeitliche Kreisgrabenanlage entdeckt. Das vorgeschichtliche Heiligtum liegt in Sichtweite der Anlage von Pömmelte. Die Archäologen gehen davon aus, dass es sich um den direkten Nachfolger des Kultplatzes von Pömmelte handelt.

## Ausstellung

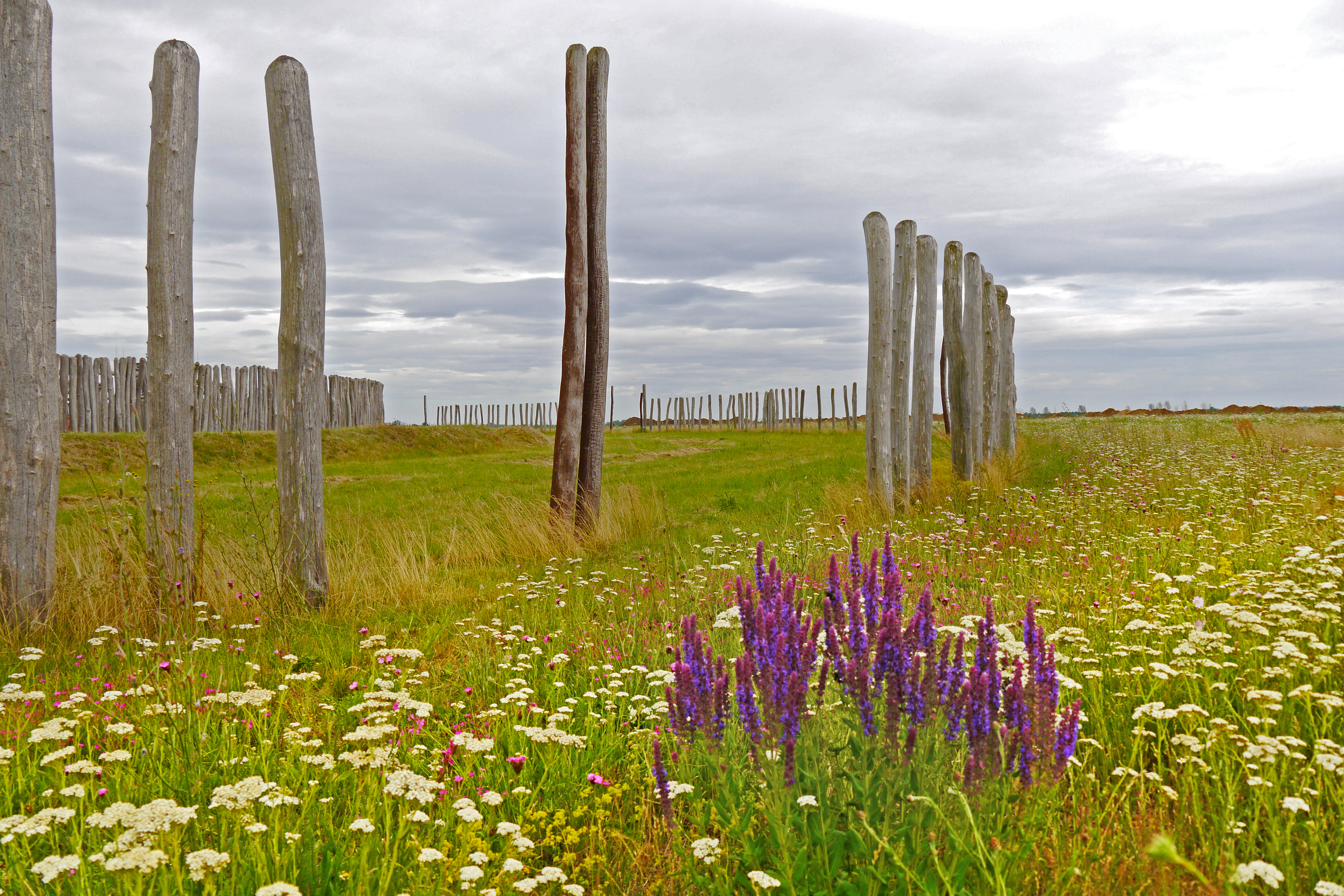
Der Kultplatz ist von einer Wildblumenwiese umgeben.

Einige der Funde sind seit Anfang September 2016 im Salzlandmuseum zu sehen. Dort wird von den ersten Funden um Pömmelte bis zur Ausgrabung und Rekonstruktion die Geschichte des Ringheiligtums erzählt.
Ein Rekonstruktionsversuch der Anlage wurde 2016 eingeweiht. Für den Bau wurde Robinienholz verwendet.

## Filme
- Das Ringheiligtum Pömmelte. Steinzeitkult an der Elbe. Salzlandmuseum Schönebeck. In: YouTube. 31. Januar 2018, abgerufen am 8. August 2022.
- Ringheiligtum Pömmelte (Playlist). salzlandkreis.de. In: YouTube. 31. Januar 2018, abgerufen am 9. August 2022.
- Zweites Ringheiligtum bei Pömmelte entdeckt. kulturmd. In: YouTube. 10. September 2020, abgerufen am 9. August 2022.
- Das Ringheiligtum von Pömmelte – Rekonstruktion eines vorgeschichtlichen Monuments. Landesmuseum für Vorgeschichte Halle. In: YouTube. 2. Februar 2022, abgerufen am 6. August 2022.
- Vor den Toren des Ringheiligtums Pömmelte | Eine Großsiedlung der Frühbronzezeit. Landesmuseum für Vorgeschichte Halle. In: YouTube. 13. Juni 2024, abgerufen am 13. Juni 2024.